# Clueless
Clueless (bra: As Patricinhas de Beverly Hills; prt: As Meninas de Beverly Hills) é um filme de comédia romântica que foi lançado nos Estados Unidos em 19 de julho de 1995 vagamente baseado no livro Emma de Jane Austen lançado em 1815. É estrelado por Alicia Silverstone no papel principal, Stacey Dash, Paul Rudd e Brittany Murphy. O filme é ambientado em Beverly Hills e foi escrito e dirigido por Amy Heckerling e produzido por Scott Rudin. O filme seria desmembrado em uma série de televisão e uma série de livros.

## Elenco
Personagens centrais do filme são:
- Alicia Silverstone como Charlotte "Cher" Horowitz: Uma doce, mas mimada e típica patricinha―Embora ela realmente viva em Beverly Hills. Vivendo em uma mansão, esperada por servos, e exibindo sua riqueza com a moda, ela é a rainha indiscutível do Bronson Alcott High School. Ela tem longos cabelos loiros e olhos azuis. Cher também é resistente e inteligente, como seu pai Mel. Cher convence dois de seus professores que cada um é um admirador secreto do outro, negociando seu caminho a partir de um C + média para uma média A-. Cher não tem namorado regular e ela descreve encontrar um namorado na escola como "ser tão inútil como a procura de um sentido em um filme de Pauly Shore". Ela é baseada no personagem Emma Woodhouse.
- Stacey Dash como Dionne Davenport: a melhor amiga de Cher. Tanto ela como Cher são ricas e bonitas, mas carinhosas. Cher usa Dionne como sua número um em crítico de moda. Dionne e seu namorado Murray (interpretado por Donald Faison) tem uma relação extremamente tumultuada e muitas vezes brigando (uma inversão da relação idealizada entre Isabella John Knightley do livro de Austen). Eles passam por brigas sobre Murray raspar a cabeça e Dionne encontrar "cabelo de poliéster barato" no banco de trás de seu carro, mas também de obrigações sobre a primeira experiência de condução de Dionne na auto-estrada, inspirando uma admiração melancólica em Cher.

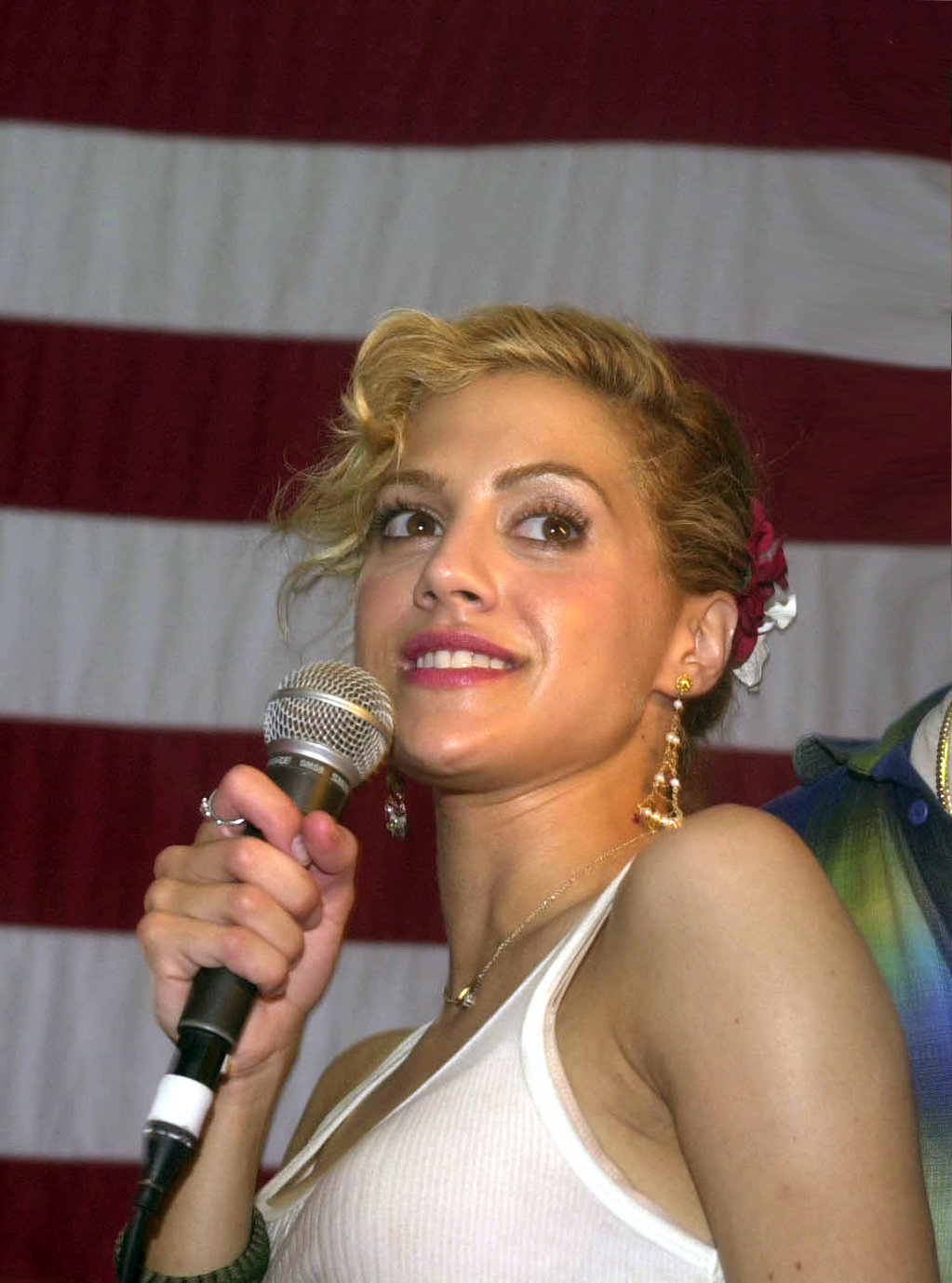
Clueless marcou o primeiro papel de destaque de Murphy como Tai Frasier

- Brittany Murphy como Tai Frasier: a patinho-feio transformada na bela cisne. Cher e Dionne decidem dar-lhe uma reforma. Com uma mudança de cabelo, maquiagem e roupas, Tai ganha confiança e um senso de estilo. Originalmente Tai tem um relacionamentou com o skatista Travis (Breckin Meyer), mas Cher tentou criar Tai com Elton para aumentar a sua popularidade. Depois de uma "experiência de quase-morte" no shopping, Tai obtém uma atitude excessivamente confiante de que, em última análise representa uma ameaça ao status social de Cher. Ela também desenvolve uma paixão por Josh, e pede Cher para ajudá-la a chegar até ele. No final do filme, Tai recupera respeito e amizade de Cher, e começa a namorar Travis. Este foi o primeiro papel grande filme de Murphy. Ela é baseada no personagem do livro Emma Harriet Smith.
- Paul Rudd como Josh Lucas: ex-meio-irmão de Cher, como Mel tinha sido casado com a mãe de Josh cinco anos antes. Josh tem a ambição de ser um advogado (seu foco é a legislação ambiental), e durante uma pausa da faculdade vem para uma visita prolongada com Cher e seu pai em sua casa; ele afirma que ser em torno de Mel é uma "grande experiência de aprendizagem". Ao longo do filme, Josh brinca com Cher, mas ao mesmo tempo mostra o seu carinho e preocupação com ela. Ele é baseado no personagem do livro Emma George Knightley.
- Dan Hedaya como Melvin "Mel" Horowitz: o litigante viciado em trabalho rude e bem-sucedido, ele está constantemente envolvido em grandes casos em Beverly Hills, onde vive com sua filha adolescente Cher. Apesar de ser divorciado da mãe de Josh, ele diz a sua filha "Você se divorciar de esposas, e não filhos" e é muito protetor de Cher, dizendo Christian: "Se alguma coisa acontecer com a minha filha, eu tenho uma .45 e uma pá. Duvido que alguém iria sentir sua falta". Ele é baseado no personagem do livro Emma Woodhouse Sr. Henry.
- Elisa Donovan como Amber Mariens: garota mimada popular, que é desprezada por Cher e Dionne, ela está em constante competição com Cher quando se trata de estilo, popularidade e meninos. Cher apelida-a de "Monet"(assim como a pintura "de longe que está tudo bem, mas de perto é uma grande confusão de idade".) Ela é baseada no personagem do livro Emma Augusta Elton.
- Justin Walker como Christian Stovitz: o interesse amoroso de Cher. Para chamar a atenção de Christian, Cher se envia flores, doces e notas de amor. Christian finalmente vai a uma festa com Cher. Cher planeja uma grande noite para, finalmente, "fazê-lo" com Christian, mas ele ignora seus avanços. Mais tarde é revelado que isso é porque ele não está interessado em meninas. Ele é baseado no personagem de Emma Frank Churchill.

Outros personagens
- Wallace Shawn como Mr. Wendell Hall, baseado no personagem de Emma Sr. Weston.
- Twink Caplan como Sr. Geist, baseado no personagem de Emma Miss Taylor/Mrs. Weston.
- Julie Brown como Treinadora Millie Stoeger
- Donald Faison como Murray Duvall, namorado de longa data de Dionne
- Breckin Meyer como Travis Birkenstock, baseado no personagem de Emma Robert Martin.
- Jeremy Sisto como Elton Tiscia, baseado no personagem de Emma Philip Elton.
- Nicole Bilderback como Summer
- Aida Linares como Lucy
- Susan Mohun como Heather

## Recepção
O filme se tornou uma surpresa inesperado sucesso de 1995, arrecadando mais de US$ 11 milhões em seu primeiro fim de semana, em segundo lugar, atrás de Apollo 13, e, arrecadou US$ 56,6 milhões dólares durante sua exibição no cinema. Foi a 33ª maior bilheteria de 1995.

### Crítica
Clueless teve recepção geralmente favorável por parte da crítica especializada. Com base em 120 avaliações, alcançou uma porcentagem de 81% com nota de 6,9/10. Em base de 18 avaliações profissionais, alcançou uma pontuação de 71/100 no Metacritic.

### Prêmios
Em 2008, Entertainment Weekly selecionou Clueless como um dos "novos clássicos", uma lista de 100 lançado entre 1983 e 2008,
Clueless ficou em 42.
Em 2008 Entertainment Weekly nomeou-o 19 melhor comédia dos últimos 25 anos.
American Film Institute reconheceu:
- 100 melhores comédias estadunidenses do American Film Institute - Nomeado[17]
- 100 melhores frases do cinema do American Film Institute:
  - "Como se!" - Nomeado[18]

## Legado
Após a morte de Brittany Murphy, Silverstone afirmou que ela "sempre me senti ligada a [Murphy] como [elas] compartilharam uma experiência muito especial na [sua] vida juntas". Após a morte de Murphy, Silverstone relatou em uma entrevista: " Eu amei trabalhar com Brittany. Ela era tão talentosa, tão quente e tão doce".
Heckerling mais tarde descreveu Silverstone como tendo "essa coisa da Marilyn Monroe", como uma "doce loira bonita que, apesar de ser o ideal americano, as pessoas ainda gostam muito".
O elenco se reuniu em 2012 para uma edição de Entertainment Weekly.
Amy Heckerling mais tarde se reuniu tanto com Silverstone e Shawn para a comédia de vampiro Vamps.
Clueless é a principal inspiração para a rapper australiana Iggy Azalea vídeo musical para seu número um hit single nos EUA "Fancy", com Charli XCX, com muitos recursos visuais, bem como trajes inspirados no filme. O vídeo está cheio com remakes de cenas clássicas de Clueless, e as roupas são habilmente reinventadas para canalizar as famosas stylings do filme com uma borda ligeiramente moderna. "Fancy" também foi gravado na mesma escola de Los Angeles onde Clueless foi filmado.
Em 2013 a grife WildFox fez uma coleção inspirada no filme chamada de "The Kids in American".

## Trilha sonora
O álbum com a trilha sonora original do filme foi lançada em Julho de 1995 pela gravadora Capitol Records. O álbum conta com a versão acústica da música Fake Plastic Trees da banda Radiohead.

### Faixas
1. "Kids in America" (The Muffs) – 3:18
2. "Shake Some Action" (Cracker) – 4:25
3. "The Ghost in You" (Counting Crows) – 3:30
4. "Here" (Squirmel Mix) (Luscious Jackson) – 3:33
5. "All the Young Dudes" (World Party) – 4:00
6. "Fake Plastic Trees" (versão acústica) (Radiohead) – 4:45
7. "Change" (Lightning Seeds) – 4:01
8. "Need You Around" (Smoking Popes) – 3:42
9. "Mullet Head" (Beastie Boys) – 2:53
10. "Where'd You Go?" (The Mighty Mighty Bosstones) – 3:16
11. "Rollin' with My Homies" (Coolio) – 4:06
12. "Alright" (Supergrass) – 3:01
13. "My Forgotten Favorite" (Velocity Girl) – 3:49
14. "Supermodel" (Jill Sobule) – 3:07

## Adaptações

### Televisão
Em 1996, os produtores criaram uma série de televisão spin-off, que se seguiu a continuação das aventuras de Cher e suas amigas. Vários membros do elenco do filme foram estrelas do programa de TV, com as notáveis exceções de Alicia Silverstone (que passou a assinar um acordo com o filme Columbia-TriStar no valor de $10 milhões) e Paul Rudd. Silverstone foi substituída na série com a atriz Rachel Blanchard.
- Stacey Dash reprisou o papel de Dionne.
- Donald Faison reprisou o papel de Murray.
- Elisa Donovan repetiu o papel de Amber.
- Michael Lerner (1 temporada) e Doug Sheehan substituiu Dan Hedaya como Mel.
- David Lascher substituiu Paul Rudd como Josh.
- Heather Gottlieb substituiu Brittany Murphy como Tai.
- Professores Sr. Hall, Sra. Geist, e Treinadora Stoeger (interpretado por seus respectivos atores) apareceu na série, mas o sobrenome da treinadora Stoeger foi mudado para "Diemer".

### Livros
Uma coleção de livros também foi publicado após o lançamento do filme publicada pela Simon Spotlight Entertainment entre 1995-1999. Estes livros foram publicados como livros de bolso e com o objetivo de leitores adolescentes.

### Vídeos musicais
A produção de Iggy Azalea para a canção 'Fancy', com Charli XCX, teve adaptações de Clueless. O enredo do vídeo musical girava em torno da trama Clueless, entretanto refazer o filme mais moderno.